# Volley Lupi Santa Croce 2016-2017
Questa voce raccoglie le informazioni riguardanti la Volley Lupi Santa Croce nelle competizioni ufficiali della stagione 2016-2017.

## Stagione
La stagione 2016-17 è per la Volley Lupi Santa Croce, sponsorizzata da Kemas Lamipel, è la venticinquesima in Serie A2: la squadra riconquista l'accesso al campionato cadetto grazie all'acquisto del titolo sportivo dal Volley Perella Torino. Come allenatore viene scelto Fulvio Bertini, mentre la rosa vede alcune conferme dalla stagione precedente come Francesco Da Prato, Filippi Ciulli e Leonardo Colli, con l'aggiunta di giocatori quali Lorenzo Bonetti, Alberto Elia, Vincenzo Tamburo, Hugo de León, Davide Beneglia, Ángel Dennis e Valerio Vermiglio, questi ultimi due arrivati a campionato in corso; tra le cessioni quelle di Ludovico Carminati, Filippo Pochini, Yuri Testagrossa, Federico Lumini e Alessandro Acquarone.
Il campionato inizia con due vittorie consecutive a cui fanno seguito due sconfitte: dopo il successo sulla Rinascita Volley '78 Lagonegro, la squadra di Santa Croce sull'Arno ottiene tre stop di fila, per poi chiudere il girone di andata con la vittoria sul Club Italia e il quinto posto nel girone di andata, non qualificandosi per la Coppa Italia di categoria. Il girone di ritorno è simile a quello di andata solitamente con due vittorie che si alternano a due sconfitte: la regular season si conclude con il quarto posto e l'accesso alla pool promozione. Nel girone di andata della pool promozione vince due gare su tre disputate, mentre in quello di ritorno, dopo aver perso la prima, il club toscano se ne aggiudica tre consecutive, per poi essere sconfitte nell'ultima giornata: il nono posto in classifica non permette l'accesso ai play-off promozione.

## Organigramma societario
Area direttiva
- Presidente: Sergio Balsotti
- Vicepresidente: Alberto Lami
- Responsabile segreteria: Luisella Cologni

Area organizzativa
- Direttore sportivo: Alessandro Pagliai

Area tecnica
- Allenatore: Fulvio Bertini
- Allenatore in seconda: Matteo Morando
- Responsabile settore giovanile: Agostino Pantani
- Responsabile settore giovanile femminile: Michele Bulleri

Area comunicazione
- Addetto stampa: Serena Di Paola
- Responsabile comunicazione: Marco Lepri
- Relazioni esterne: Andrea Landi

Area sanitaria
- Medico: Luigi Cecconi, Letizia Meucci
- Fisioterapista: Franco Sarti

## Rosa
| N° | Nome               | Ruolo | Data di nascita   | Nazionalità sportiva |
| -- | ------------------ | ----- | ----------------- | -------------------- |
| 1  | Francesco Da Prato | S/O   | 27 novembre 1992  | Italia               |
| 2  | Alberto Elia       | C     | 12 agosto 1985    | Italia               |
| 3  | Federico Bonami    | L     | 29 settembre 1993 | Italia               |
| 4  | Hugo de León       | S     | 4 luglio 1990     | Brasile              |
| 5  | Paulo Bertassoni   | P     | 16 marzo 1985     | Brasile              |
| 6  | Filippo Ciulli     | P     | 7 luglio 1994     | Italia               |
| 7  | Leonardo Colli     | S     | 15 marzo 1996     | Italia               |
| 9  | Paolo Mazzone      | C     | 25 giugno 1996    | Italia               |
| 10 | Federigo Del Campo | S     | 3 ottobre 1994    | Italia               |
| 11 | Vincenzo Tamburo   | S/O   | 1º ottobre 1985   | Italia               |
| 12 | Filippo Taliani    | L     | 22 gennaio 1989   | Italia               |
| 13 | Lorenzo Bonetti    | S     | 21 gennaio 1988   | Italia               |
| 14 | Davide Benaglia    | C     | 13 settembre 1989 | Italia               |
| 17 | Ángel Dennis       | S/O   | 13 giugno 1977    | Italia               |
| 18 | Valerio Vermiglio  | P     | 1º marzo 1976     | Italia               |

## Mercato
| Acquisti | Acquisti          | Acquisti           | Acquisti   |
| R.       | Nome              | da                 | Modalità   |
| -------- | ----------------- | ------------------ | ---------- |
| C        | Davide Benaglia   | Tricolore          | definitivo |
| P        | Paulo Bertassoni  | APAV               | definitivo |
| L        | Federico Bonami   | Tuscania           | definitivo |
| S        | Lorenzo Bonetti   | Teruel             | definitivo |
| S        | Hugo de León      | Panathīnaïkos      | definitivo |
| S/O      | Ángel Dennis      | Powervolley Milano | definitivo |
| C        | Alberto Elia      | Sir Safety Perugia | definitivo |
| C        | Paolo Mazzone     | Parella            | definitivo |
| L        | Filippo Taliani   | inattivo           | definitivo |
| S/O      | Vincenzo Tamburo  | Emma Villas        | definitivo |
| P        | Valerio Vermiglio | UPCN               | definitivo |

| Cessioni | Cessioni              | Cessioni        | Cessioni   |
| R.       | Nome                  | a               | Modalità   |
| -------- | --------------------- | --------------- | ---------- |
| P        | Alessandro Acquarone  | Fucecchio       | definitivo |
| P        | Paulo Bertassoni      | Benfica         | definitivo |
| S        | Ludovico Carminati    | Olimpia Bergamo | definitivo |
| C        | Giovanni Di Benedetto | ?               | definitivo |
| S        | Federico Lumini       | Fucecchio       | definitivo |
| L        | Lorenzo Pasquetti     | Fucecchio       | definitivo |
| L        | Filippo Pochini       | New Real Gioia  | definitivo |
| L        | Tommaso Polidori      | ?               | definitivo |
| C        | Yuri Testagrossa      | M&G             | definitivo |

## Risultati

### Serie A2

#### Regular season

##### Girone di andata
| 1ª giornata - 9 ottobre 2016 PalaParenti, Santa Croce sull'Arno   | Lupi Santa Croce    | 3 - 1 | Potentino        | 22-25, 25-19, 25-16, 25-15       |
| 2ª giornata - 15 ottobre 2016 Palasport Comunale, Ortona          | Impavida Ortona     | 1 - 3 | Lupi Santa Croce | 25-20, 20-25, 20-25, 22-25       |
| 3ª giornata - 22 ottobre 2016 PalaParenti, Santa Croce sull'Arno  | Lupi Santa Croce    | 0 - 3 | New Mater        | 19-25, 21-25, 27-29              |
| 4ª giornata - 30 ottobre 2016 PalaParenti, Santa Croce sull'Arno  | Lupi Santa Croce    | 0 - 3 | Emma Villas      | 23-25, 21-25, 17-25              |
| 5ª giornata - 5 novembre 2016 PalaAlberti, Lauria                 | Rinascita Lagonegro | 0 - 3 | Lupi Santa Croce | 22-25, 23-25, 16-25              |
| 6ª giornata - 13 novembre 2016 PalaParenti, Santa Croce sull'Arno | Lupi Santa Croce    | 0 - 3 | Alessano         | 18-25, 27-29, 22-25              |
| 7ª giornata - 20 novembre 2016 PalaMalè, Viterbo                  | Tuscania            | 3 - 2 | Lupi Santa Croce | 24-26, 25-20, 25-21, 28-30, 15-8 |
| 8ª giornata - 27 novembre 2016 PalaJacazzi, Aversa                | Aversa              | 3 - 0 | Lupi Santa Croce | 25-13, 27-25, 25-20              |
| 9ª giornata - 4 dicembre 2016 PalaParenti, Santa Croce sull'Arno  | Lupi Santa Croce    | 3 - 0 | Club Italia      | 25-15, 25-21, 25-16              |

##### Girone di ritorno
| 10ª giornata - 8 dicembre 2016 PalaCivitanova, Civitanova Marche   | Potentino        | 0 - 3 | Lupi Santa Croce    | 23-25, 21-25, 22-25              |
| 11ª giornata - 11 dicembre 2016 PalaParenti, Santa Croce sull'Arno | Lupi Santa Croce | 3 - 2 | Impavida Ortona     | 22-25, 25-14, 25-9, 25-27, 15-13 |
| 12ª giornata - 18 dicembre 2016 PalaGrotte, Castellana Grotte      | New Mater        | 3 - 1 | Lupi Santa Croce    | 25-14, 22-25, 27-25, 25-18       |
| 13ª giornata - 26 dicembre 2016 PalaEstra, Siena                   | Emma Villas      | 3 - 2 | Lupi Santa Croce    | 20-25, 25-22, 25-17, 21-25, 15-4 |
| 14ª giornata - 5 gennaio 2017 PalaParenti, Santa Croce sull'Arno   | Lupi Santa Croce | 3 - 0 | Rinascita Lagonegro | 25-13, 25-22, 26-24              |
| 15ª giornata - 8 gennaio 2017 Palazzetto dello Sport, Tricase      | Alessano         | 1 - 3 | Lupi Santa Croce    | 25-21, 21-25, 19-25, 18-25       |
| 16ª giornata - 15 gennaio 2017 PalaParenti, Santa Croce sull'Arno  | Lupi Santa Croce | 1 - 3 | Tuscania            | 25-23, 20-25, 23-25, 23-25       |
| 17ª giornata - 22 gennaio 2017 PalaParenti, Santa Croce sull'Arno  | Lupi Santa Croce | 3 - 0 | Aversa              | 25-14, 25-18, 25-22              |
| 18ª giornata - 4 febbraio 2017 Palazzetto dello Sport, Roma        | Club Italia      | 0 - 3 | Lupi Santa Croce    | 27-29, 20-25, 18-25              |

#### Pool promozione

##### Girone di andata
| 1ª giornata - 12 febbraio 2017 PalaParenti, Santa Croce sull'Arno | Lupi Santa Croce | 2 - 3 | Mondovì           | 27-25, 23-25, 25-19, 23-25, 13-15 |
| 2ª giornata - 16 febbraio 2017 PalaNorda, Bergamo                 | Olimpia Bergamo  | 3 - 0 | Lupi Santa Croce  | 25-20, 25-15, 25-23               |
| 3ª giornata - 19 febbraio 2017 PalaParenti, Santa Croce sull'Arno | Lupi Santa Croce | 3 - 1 | Marconi           | 20-25, 25-15, 25-23, 25-18        |
| 4ª giornata - 23 febbraio 2017 PalaBigi, Reggio nell'Emilia       | Tricolore        | 3 - 2 | Lupi Santa Croce  | 20-25, 22-25, 25-16, 25-23, 15-13 |
| 5ª giornata - 26 febbraio 2017 PalaParenti, Santa Croce sull'Arno | Lupi Santa Croce | 3 - 2 | Civita Castellana | 19-25, 23-25, 25-16, 25-20, 15-8  |

##### Girone di ritorno
| 6ª giornata - 4 marzo 2017 PalaManera, Mondovì                     | Mondovì           | 3 - 1 | Lupi Santa Croce | 25-16, 24-26, 25-22, 25-23        |
| 7ª giornata - 8 marzo 2017 PalaParenti, Santa Croce sull'Arno      | Lupi Santa Croce  | 3 - 1 | Olimpia Bergamo  | 21-25, 25-22, 25-19, 25-18        |
| 8ª giornata - 12 marzo 2017 PalaRota, Spoleto                      | Marconi           | 2 - 3 | Lupi Santa Croce | 25-21, 23-25, 25-15, 22-25, 18-20 |
| 9ª giornata - 15 marzo 2017 PalaParenti, Santa Croce sull'Arno     | Lupi Santa Croce  | 3 - 0 | Tricolore        | 25-15, 25-22, 25-14               |
| 10ª giornata - 19 marzo 2017 Palazzetto dello Sport, Montefiascone | Civita Castellana | 3 - 1 | Lupi Santa Croce | 25-21, 22-25, 25-20, 28-26        |

## Statistiche

### Statistiche di squadra
| Competizione | Punti | In casa | In casa | In casa | In trasferta | In trasferta | In trasferta | Totale | Totale | Totale |
| Competizione | Punti | G       | V       | P       | G            | V            | P            | G      | V      | P      |
| ------------ | ----- | ------- | ------- | ------- | ------------ | ------------ | ------------ | ------ | ------ | ------ |
| Serie A2     | 20    | 14      | 9       | 5       | 14           | 6            | 8            | 28     | 15     | 13     |
| Totale       | -     | 14      | 9       | 5       | 14           | 6            | 8            | 28     | 15     | 13     |

G = partite giocate; V = partite vinte; P = partite perse

### Statistiche dei giocatori
| Giocatore     | Serie A2 | Serie A2 | Serie A2 | Serie A2 | Serie A2 | Totale | Totale | Totale | Totale | Totale |
| Giocatore     | P        | PT       | AV       | MV       | BV       | P      | PT     | AV     | MV     | BV     |
| ------------- | -------- | -------- | -------- | -------- | -------- | ------ | ------ | ------ | ------ | ------ |
| D. Benaglia   | 26       | 165      | 121      | 37       | 7        | 26     | 165    | 121    | 37     | 7      |
| P. Bertassoni | 11       | 15       | 8        | 4        | 3        | 11     | 15     | 8      | 4      | 3      |
| F. Bonomi     | 27       | 0        | 0        | 0        | 0        | 27     | 0      | 0      | 0      | 0      |
| L. Bonetti    | 23       | 212      | 166      | 21       | 25       | 23     | 212    | 166    | 21     | 25     |
| F. Ciulli     | 27       | 52       | 23       | 21       | 8        | 27     | 52     | 23     | 21     | 8      |
| L. Colli      | 25       | 66       | 53       | 4        | 9        | 25     | 66     | 53     | 4      | 9      |
| F. Da Prato   | 5        | 5        | 4        | 1        | 0        | 5      | 5      | 4      | 1      | 0      |
| H. de León    | 27       | 428      | 351      | 30       | 47       | 27     | 428    | 351    | 30     | 47     |
| F. Del Campo  | 16       | 28       | 25       | 2        | 1        | 16     | 28     | 25     | 2      | 1      |
| Á. Dennis     | 18       | 407      | 354      | 29       | 24       | 18     | 407    | 354    | 29     | 24     |
| A. Elia       | 18       | 146      | 85       | 52       | 9        | 18     | 146    | 85     | 52     | 9      |
| P. Mazzone    | 20       | 81       | 53       | 18       | 10       | 20     | 81     | 53     | 18     | 10     |
| A. Puccetti   | 1        | 0        | 0        | 0        | 0        | 1      | 0      | 0      | 0      | 0      |
| F. Taliani    | 18       | 0        | 0        | 0        | 0        | 18     | 0      | 0      | 0      | 0      |
| V. Tamburo    | 20       | 140      | 121      | 8        | 11       | 20     | 140    | 121    | 8      | 11     |
| V. Vermiglio  | 9        | 21       | 9        | 7        | 5        | 9      | 21     | 9      | 7      | 5      |

P = presenze; PT = punti totali; AV = attacchi vincenti; MV = muri vincenti; BV = battute vincenti